# Rudolf Staverman
Rudolf Jozef Staverman O.F.M. (Amsterdam, 8 april 1915 - Utrecht, 18 oktober 1990) was een Nederlands geestelijke en een bisschop van de Rooms-Katholieke Kerk.
Staverman, die zijn vroege jeugd in Amsterdam doorbracht, ging in 1927 studeren aan het gymnasium in Venray. Hij trad op 7 september 1933 in Hoogcruts in het noviciaat van de Minderbroeders. Hij werd op 3 maart 1940 tot priester gewijd. In 1943 werd hij benoemd bij de communiteit van de minderbroeders in Drachten. In 1946 werd hij vicarius van het klooster en leider van het apostolaat van de minderbroeders. Zijn kloosternaam was Manfred Staverman. Hij promoveerde in 1954 aan de Katholieke Universiteit Nijmegen op een proefschrift getiteld Volk in Friesland buiten de Kerk.
Staverman vertrok in 1955 als missionaris naar Nederlands-Nieuw-Guinea. Op 29 april 1956 werd hij benoemd tot apostolisch vicaris van Hollandia en titulair bisschop van Mosynopolis; zijn bisschopswijding vond plaats op 12 september 1956. Deze werd verricht door de bisschop van Groningen Pieter Nierman. Medeconsecrator was Stavermans ordegenoot mgr. Frans Kramer O.F.M., die kort in China werkzaam was maar na de communistische machtsovername verbannen werd. Als wapenspreuk koos Staverman In verbo tuo (Op uw woord).
De naam van zijn vicariaat werd in 1963 gewijzigd in Kota Baru, en wederom, in 1964, in Sukarnapura.
Staverman was een deelnemer aan alle vier sessies van het Tweede Vaticaans Concilie (1962-1965).
Op 15 november 1966 werd Staverman benoemd tot bisschop van Sukarnapura; hij was de eerste bisschop van dit op dezelfde dag ingestelde bisdom, waarvan de naam in 1969 werd gewijzigd in Djajapura.
Op 5 december 1969 diende Staverman om religieus-politieke redenen zijn ontslag in. Dit werd eerst op 6 mei 1972 door paus Paulus VI aanvaard, onder gelijktijdige benoeming van Herman Münninghoff tot zijn opvolger. Staverman keerde terug naar Nederland en was nog enige jaren pastoor in Varik (1973-1977), waarna hij zich vestigde in Houten. Van 1975 tot 1986 was hij voorzitter van de Nederlandse Missieraad.
- International Standard Name Identifier: 0000 0000 6175 6718
- Nederlandse Thesaurus van Auteursnamen: 074626833
- Virtual International Authority File: 89556208
- WorldCat: E39PBJgRWgkhQrJG4GPWybXfMP